# Halász Rudolf (szövegíró)
Halász Rudolf (eredeti neve: Siliga Rudolf) (Nagyvárad, 1907. június 15. – Budapest, 1981. május 5.) zeneszerző, szövegíró, forgatókönyvíró, humorista, a Moulin Rouge műsorainak összeállítója, írója, rendezője.

## Életpályája

### Munkássága
A békebeli Moulin Rouge műsorait állította össze, kiválóan szervezte. 25 évig operett és sláger szövegeket írt. Dolgozott az Orlay Jenő vezette Chappy-zenekarral.

## Filmjei
- Forog az idegen (1936, Nádasy Lászlóval)
- Jobb lesz holnap (1946)
- Stabil a csók (1946)
- Egy pikoló világos (1955)
- Napfény a jégen (1961)
- Színészek a porondon (1963)
- Plusz egy fő (1966)

## Művei
- Don Pedro (zenés játék, Horváth Jenő szövegére)
- Csintalan csillagok (operett)
- Fityfirity (operett, Nagyszalonta)

## Ismertebb dalai
- A haja szőke volt
- Csak a szépreemlékezem
- Csendes utcán
- Este fess a pesti nő
- Kitudja még talán
- Lehet könny nélkül sírni
- Még ma éjjel boldoggá tehetsz Bébi
- Mellékutcán
- Mister Bill
- Nem zavarom tovább